# Христо Димитров – Кутруля
 Тази статия е за малешевския войвода на ВМОРО.  За солунския вижте Ичко Димитров.  За други хора със същото име вижте Христо Димитров.
Христо Димитров, наречен Кутруля, Кутрульо, Кутрулчето, или Котрулко, е български революционер, войвода на Вътрешната македоно-одринска революционна организация.

## Биография
Христо Димитров е роден през 1881 година в малешевското село Робово. Влиза във ВМОРО и става четник в четата на Христо Чернопеев. От есента на 1902 година е малешевски войвода на организацията. По време на Илинденско-Преображенското въстание четата на Кутруля се сражава с османски войски в местността Обозна до село Митрашинци.
| Чета на Христо Димитров, 15 август 1905 година | Чета на Христо Димитров, 15 август 1905 година | Чета на Христо Димитров, 15 август 1905 година | Чета на Христо Димитров, 15 август 1905 година | Чета на Христо Димитров, 15 август 1905 година |
| Номер                                          | Име                                            | Селище                                         | Околия                                         | Забележка                                      |
| ---------------------------------------------- | ---------------------------------------------- | ---------------------------------------------- | ---------------------------------------------- | ---------------------------------------------- |
| 1.                                             | Христо Д. Кутруля                              | Робово                                         | Малешевска                                     | убит                                           |
| 2.                                             | Георги Спасов                                  | Кюстендил                                      |                                                | върнал се                                      |
| 3.                                             | Георги Стоилов                                 | Мачово                                         | Малешевска                                     | върнал се                                      |
| 4.                                             | Пане Трайчев                                   | Велес                                          | Скопска                                        | избегал                                        |
| 5.                                             | Павел Дудуков                                  | Берово                                         | Малешевска                                     |                                                |
| 6.                                             | Ефтим Ив. Бояджийски                           | Кюстендил                                      |                                                | върнал се                                      |
| 7.                                             | Илия М. Суюджийски                             | Кюстендил                                      |                                                | върнал се                                      |
| 8.                                             | Георги Ефтимов                                 | Кюстендил                                      |                                                | върнал се                                      |
| 9.                                             | Иван Атанасов                                  | Берово                                         | Малешевска                                     |                                                |
| 10.                                            | Гаврил Георгиев                                | Берово                                         | Малешевска                                     | убит                                           |
| 11.                                            | Димитър Стамков                                | Враца                                          |                                                | върнал се                                      |
| 12.                                            | Иван Петев                                     | Будинарци                                      | Малешевска                                     | убит                                           |
| 13.                                            | Димитър Лазаров                                | Владимирово                                    | Малешевска                                     |                                                |
| 14.                                            | Васил Ив. Умленски                             | Кюстендил                                      |                                                | върнал се                                      |
| 15.                                            | Христо Филев                                   | Конче                                          | Радовишка                                      | върнал се                                      |
| 16.                                            | Христо Лазов                                   | Кюстендил                                      |                                                | върнал се                                      |

Кутруля загива на 24 септември 1905 година заедно с малешевския войвода на Върховния комитет Анастас Чифлигара в местността Тънката ридана край село Митрашинци. Според други сведения е убит от засада от четата на Васе Пехливана.